# Kurt Hornfischer
Kurt Hornfischer (Gera, Alemania, 1 de febrero de 1910-Núremberg, 18 de enero de 1958) fue un deportista alemán especialista en lucha grecorromana donde llegó a ser medallista de bronce olímpico en Berlín 1936.

## Carrera deportiva
En los Juegos Olímpicos de 1936 celebrados en Berlín ganó la medalla de bronce en lucha grecorromana estilo peso pesado, tras el luchador estonio Kristjan Palusalu (oro) y el sueco John Nyman (plata).